# NGC 6472
NGC 6472 es una galaxia espiral (S) localizada en la dirección de la constelación de Draco. Posee una declinación de +67° 37' 49" y una ascensión recta de 17 horas, 44 minutos y 03,0 segundos.
La galaxia NGC 6472 fue descubierta en 25 de septiembre de 1886 por Lewis A. Swift.